# Preload
Preload é um programa livre para Linux que reduz o tempo de iniciação de aplicações. Escrito por Behdad Esfahbod, trata-se dum daemon que recolhe informação estatística sobre a execução de programas que usa posteriormente para escolher que programas carrega para a memória, evitando assim que seja necessário obter a informação do disco rígido.